# Pieve di Tabiano
La pieve di Tabiano era un edificio religioso situato nel comune di Roccastrada. La sua esatta ubicazione era nei pressi della Fattoria di Monte Lattaia, nella parte meridionale del territorio comunale.
Di origini altomedievali, la chiesa è ricordata per la prima volta nel 952, quando apparteneva all'Abbazia di San Bartolomeo a Sestinga e rientrava nel territorio della diocesi di Roselle. Durante il XII secolo la pieve, pur venendo confermata alla diocesi di Grosseto dalla bolla papale del 1188, passò alle dipendenze del monastero senese di Montecelso, favorendo inizialmente la nascita di un vicino complesso monastico, collegato alla non lontana Abbazia di San Salvatore a Giugnano, che nelle epoche seguenti sarà trasformato nella Fattoria di Monte Lattaia. Tuttavia, la lontananza della pieve dalla città di Siena e la sua posizione estremamente decentrata contribuì già in epoca tardomedievale al declino del medesimo edificio religioso, come in quel periodo stava accadendo per altre chiese e pievi entrate precedentemente in orbita senese.
Della pieve di Tabiano, della quale è stata persa ogni traccia già in epoca remota, è stata recentemente individuata l'ubicazione nei pressi della Fattoria di Monte Lattaia, dove la cappella di Sant'Antonio a Monte Lattaia ha sostituito di fatto l'antico luogo di culto, pur svolgendo unicamente le funzioni di cappella gentilizia del complesso rurale fortificato.